# Булгарија ер
Булгарија ер (буг. България Ер, енгл. Bulgaria Air) је национални авио-превозник Бугарске са седиштем у Софији. Спроводи редовне летове ка дестинацијама у Европи и на Блиском истоку. Главна база авио-компаније налази се на Аеродрому Софија.
Булгарија ер од 16. децембра 2007. године започиње са редовним летовима на релацији Софија-Београд.

## Историја
Основана је 2002. године када је Балкан Бугарски ерлајнс престао да постоји. Први лет је био Софија-Лондон-Париз 4. новембра 2002. са 60 путника. Новембра 2002, Булгарија ер је добила статус националне авио-компаније од бугарског Министарства Транспорта и Комуникација.
Током 2006. године Булгарија ер је приватизована. Продата је бугарској авио-компанија Хемус ер за, како је речено, 6,6 милиона евра.
Хемус ер се обавезао да ће у прериоду од 5 година у развој компаније уложити 86 милиона евра. Нови власник има жељу да флоту обогати са 15 нових авиона и повећа авио саобраћај у Бугарској.
Хемус ер и Булгарија ер су почели са кодшеринг летовима. Први лет ове врсте био је на релацији Софија - Берлин.

## Флота
Закључно са октобром 2024., Булгарија ер управља следећим авионима:
| Авион           | У служби | Наруџбине | Број седишта | Број седишта | Број седишта |
| Авион           | У служби | Наруџбине | B            | E            | Total        |
| --------------- | -------- | --------- | ------------ | ------------ | ------------ |
| Airbus A220-100 | 2        | 0         | 8            | 110          | 118          |
| Airbus A220-300 | 4        | 1         | 8            | 135          | 143          |
| Airbus A320-200 | 5        | —         | 10           | 150          | 160          |
| Airbus A320-200 | 5        | —         | 8            | 156          | 164          |
| Airbus A320-200 | 5        | —         | —            | 180          | 180          |
| Embraer 190     | 4        | —         | 8            | 100          | 108          |
| Total           | 14       | 1         |              |              |              |